# Geranium yeoi
Geranium yeoi — вид рослин з родини геранієві (Geraniaceae), ендемік Мадейри.

## Поширення
Ендемік Мадейри (о. Мадейра).